# Судар на паралелама
Судар на паралелама је југословенски филм из 1961. године. Режирао га је Јоже Бабич, а сценарио је написао Радивоје Лола Ђукић.

## Радња
Жена саопштава супругу да мора кренути на службени пут са својим претпостављеним, иако је љубоморан уверава га да ће оправдати поверење које јој је указао након дугих размирица. Жена одлази на пут а муж одлази за њом на воз како би је пратио.

## Улоге
| Глумац         | Улога                         |
| -------------- | ----------------------------- |
| Јелена Жигон   | Супруга                       |
| Мића Орловић   | Супруг                        |
| Борис Краљ     | Шеф                           |
| Олга Палинка   | Стјуардеса                    |
| Андреа Сарић   | Девојка са хаљином            |
| Ивона Петри    | Бака                          |
| Златко Мадунић | Кондуктер                     |
| Јосип Мароти   | Господин с даровима           |
| Рудолф Кукић   | Господин у дућану с текстилом |
| Љубо Дијан     | Господин са лисицама          |
| Зоран Вук      | Дечак                         |

Комплетна филмска екипа  ▼
| Редитељ                   | Јоже Бабич          |                                   |
| Сценариста                | Јоже Бабич          | (ко—сценариста)                   |
| Сценариста                | Иво Брајдић         | (ко—сценариста)                   |
| Сценариста                | Радивоје Лола Ђукић |                                   |
| Сценариста                | Зорко Угљен         | (ко—сценариста)                   |
| Композитор                | Борут Лесјак        |                                   |
| Директор фотографије      | Никола Мајдак       |                                   |
| Монтажер                  | Лида Браниш         |                                   |
| Сценограф                 | Желимир Загота      |                                   |
| Уметнички директор        | Мухарем Бибић       |                                   |
| Костимограф               | Олга Марушевски     |                                   |
| Одсек за шминку           | Јанко Веверец       | шминкер                           |
| Одсек за шминку           | Соња Зечевић        | шминкерка                         |
| Менаџер продукције        | Круно Грахек        | директор филма                    |
| Менаџер продукције        | Бране Миливојевић   | помоћник организатора             |
| Менаџер продукције        | Крешимир Новак      | вођа снимања                      |
| Менаџер продукције        | Марко Врдољак       | организатор                       |
| Помоћник режије           | Ана Марија Цар      | трећи помоћник редитеља           |
| Помоћник режије           | Саша Чичин Шаин     | други помоћник редитеља           |
| Помоћник режије           | Никша Фулгоси       | први помоћник редитеља            |
| Уметнички одсек           | Доминик Калић       | сценски реквизитер                |
| Уметнички одсек           | Здравко Смојвер     | сценски реквизитер                |
| Одсек за звук             | Матија Барбалић     | тон мајстор                       |
| Одсек за камеру и расвету | Зоран Богдановић    | пратилац камере                   |
| Одсек за камеру и расвету | Божидар Хочевар     | фотограф                          |
| Одсек за камеру и расвету | Иван Каблер         | сценски мајстор                   |
| Одсек за камеру и расвету | Бранко Корак        | вођа расвете                      |
| Одсек за камеру и расвету | Милан Ковач         | пратилац камере                   |
| Одсек за камеру и расвету | Стево Ландуп        | први асистент сниматеља           |
| Одсек за костим           | Аница Церовац       | гардеробер                        |
| Одсек за костим           | Павле Пале          | гардеробер                        |
| Одсек за монтажу          | Иванка Гуложнић     | асистент монтажера                |
| Одсек за монтажу          | Јанко Рајић         | асистент монтажера                |
| Музички одсек             | Анђелко Клобучар    | музички уредник                   |
| Остала екипа              | Драга Броз          | секретар продукције               |
| Остала екипа              | Дана Господнетић    | секретар режије (као Дана Лончар) |